# Gil Morlanes el Joven
Gil Morlanes el Joven fue un escultor y arquitecto de Zaragoza, España, activo en Aragón en el siglo XVI, hijo del también arquitecto Gil Morlanes el Viejo.

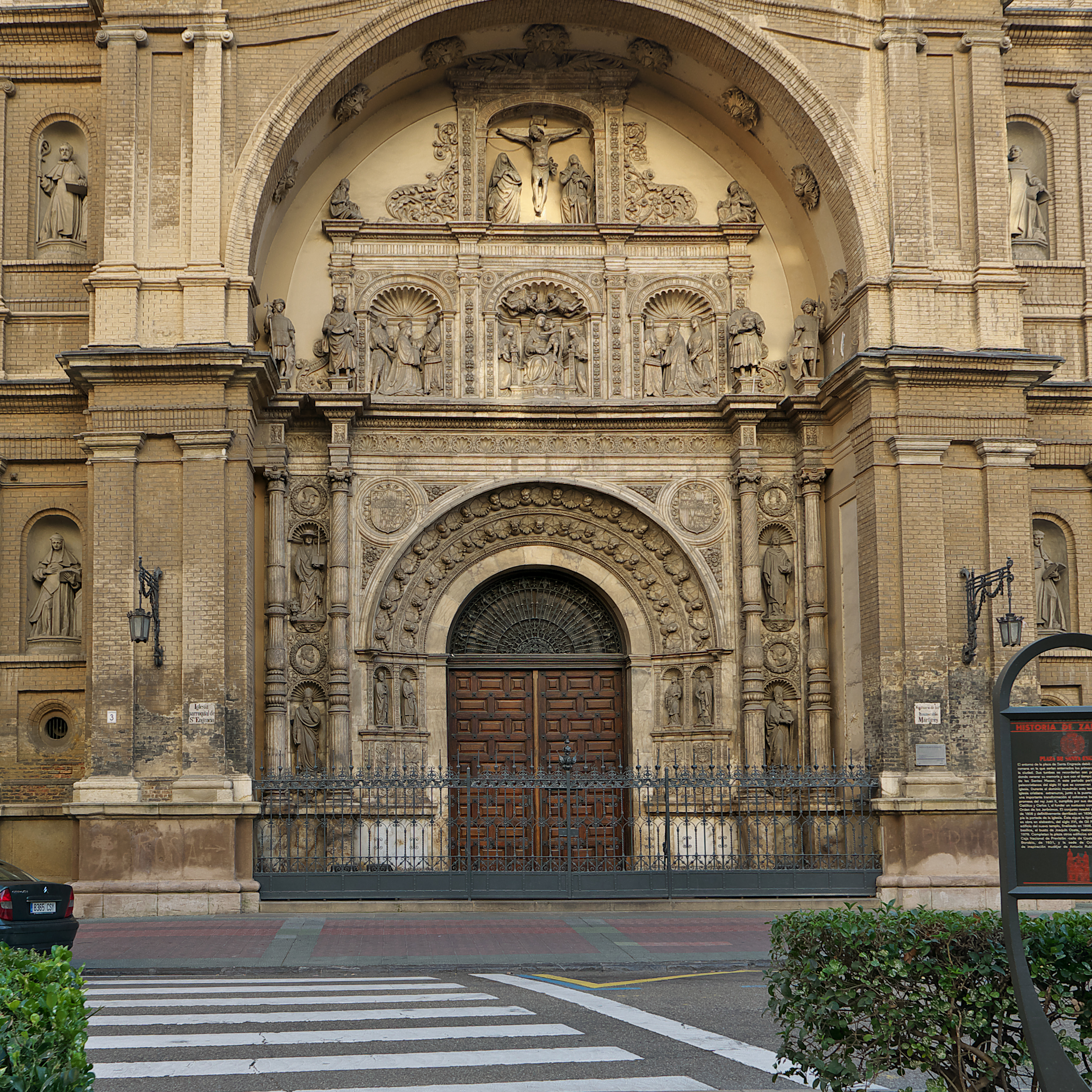
Portada de la Basílica de Santa Engracia en Zaragoza

## Biografía
Los primeros datos de su obra lo sitúan en 1504 en la iglesia de Santa Engracia de Zaragoza donde termina la fachada iniciada por su padre. Estuvo trabajando en las obras de la iglesia de San Miguel de los Navarros, también en Zaragoza, desde 1517 a 1530. De las obras que le son atribuidas destaca también la Capilla de la Virgen en la iglesia del Portillo (1527) y la decoración interior de la Lonja de Zaragoza (1541 - 1551). Existe discusión entre diversos autores sobre si atribuirle o no la realización del Palacio de los Morlanes en Zaragoza, aunque la opinión mayoritaria se opone debido a que falleció antes de 1551 y la decoración del Palacio es de 1555. Además de todas estas obras arquitectónicas y decorativas, también se ocupó de trabajos de ingeniería hidráulica en Castilla, Aragón y Cataluña.
Fue también el arquitecto del Palacio de Carlos V, junto al Bocal de Fontellas. en el inicio de la acequía imperial, predecesoral del Canal imperial de Aragón.